# Can Norat
Can Norat era una obra de Girona inclosa a l'Inventari del Patrimoni Arquitectònic de Catalunya.

## Descripció
Edifici de planta basilical, de planta baixa i primer pis i badius. Coberta amb teulat a dues aigües i carener perpendicular a la façana principal. Edifici de traça renaixentista, de composició simètrica, amb porta solar d'accés, finestres geminades a l'esquerra i de trifori d'arquet lobulats a la dreta, en planta baixa. A nivell de planta s'hi obren tres finestres de llinda planera. La finestra geminada té guardapols recte. Les badius són d'arc rodó i d'obra. Façana remolinada. Als costats s'han afegit obres posteriors, però preponderant l'edifici existent. La façana lateral dreta, sota la coberta, hi ha una obertura modernista.